# Johan Niclas Brandt
Johan Niclas Brandt, även omnämnd som Johan Nils Brandt, född 15 oktober 1760 i Ystad Sankt Petri församling, död 23 juli 1822 i Stockholm men skriven i Skoklosters församling, var en svensk läkare, filantrop och skolledare. 
Johan Niclas Brandt föddes i Ystad som son till tullskrivaren och bryggaren Johan Brandt och hans hustru Elisabeth Bjure. Han blev 1779 student vid Lunds universitet och medicine doktor 1790. 1792 blev han läkare i Stockholm, och hans praktik blev snabbt välbesökt.
Vid sidan av sin ordinarie praktik ägnade han mycken tid och pengar åt välgörenhet och inrättade flera välgörenhetsanstalter och söndagsskolor både i Stockholm och på andra håll i landet. Han grundade Brandtiska flickskolan i Stockholm 1807, där han också stod för en del av undervisningen. Som tack för hans insatser beslutade riksdagen 1809 att visa honom sin aktning, och 1811 utsågs han till generaldirektör för Stockholms stads alla barmhärtighetsanstalter. 1813 omorganiserades dessa, och hans generaldirektörsskap avvecklades.